# パスカルに於ける人間の研究

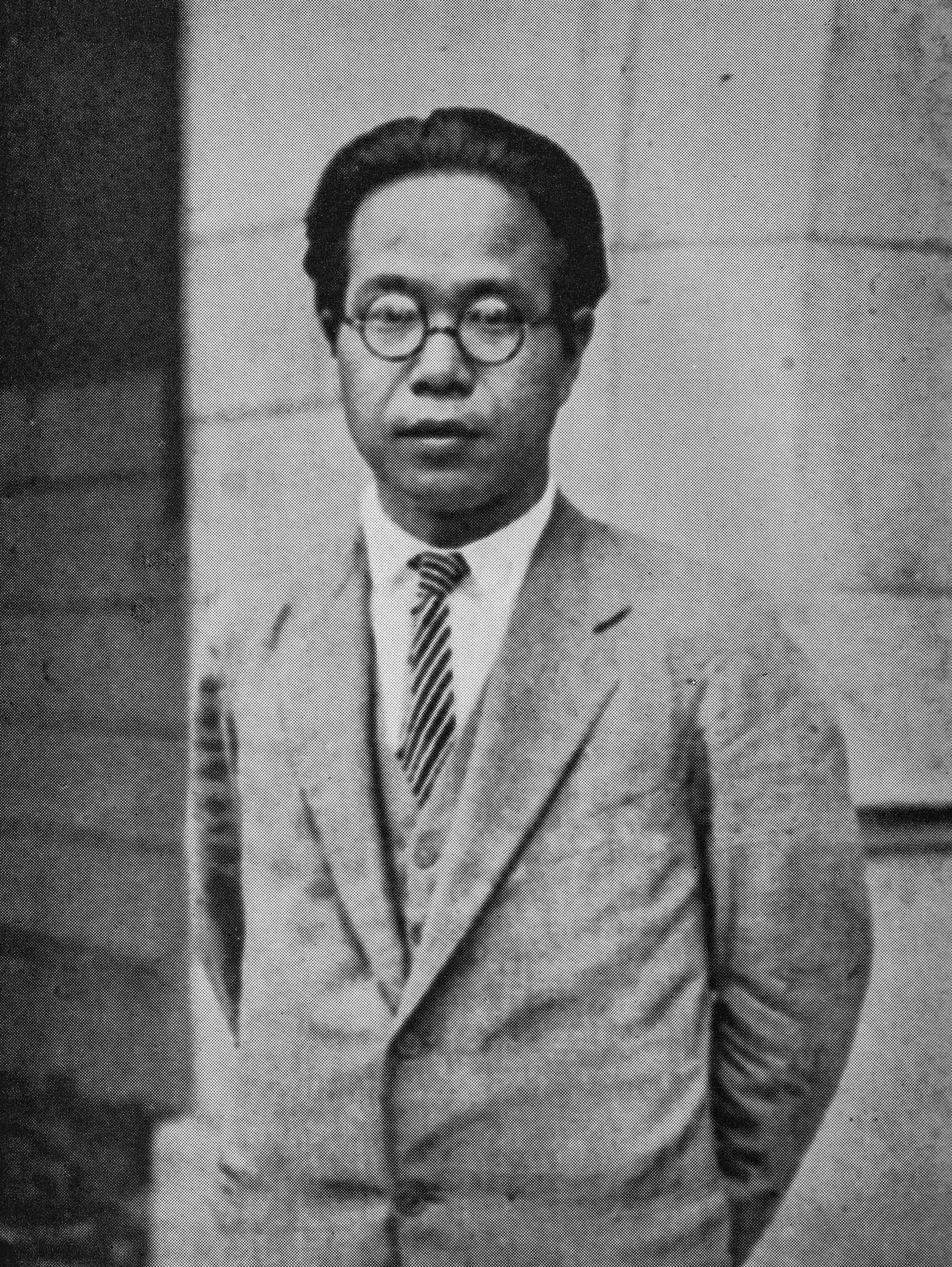
三木清1929年撮影

『パスカルに於ける人間の研究』（ぱすかるにおけるにんげんのけんきゅう）は、日本の哲学者である三木清の処女作。1926年6月25日、単行本として岩波書店から出版された。しかし「パスカル」と「人間の研究」との間の関係があまりにモダン過ぎて当時は好評ではなかった。

## 成立過程

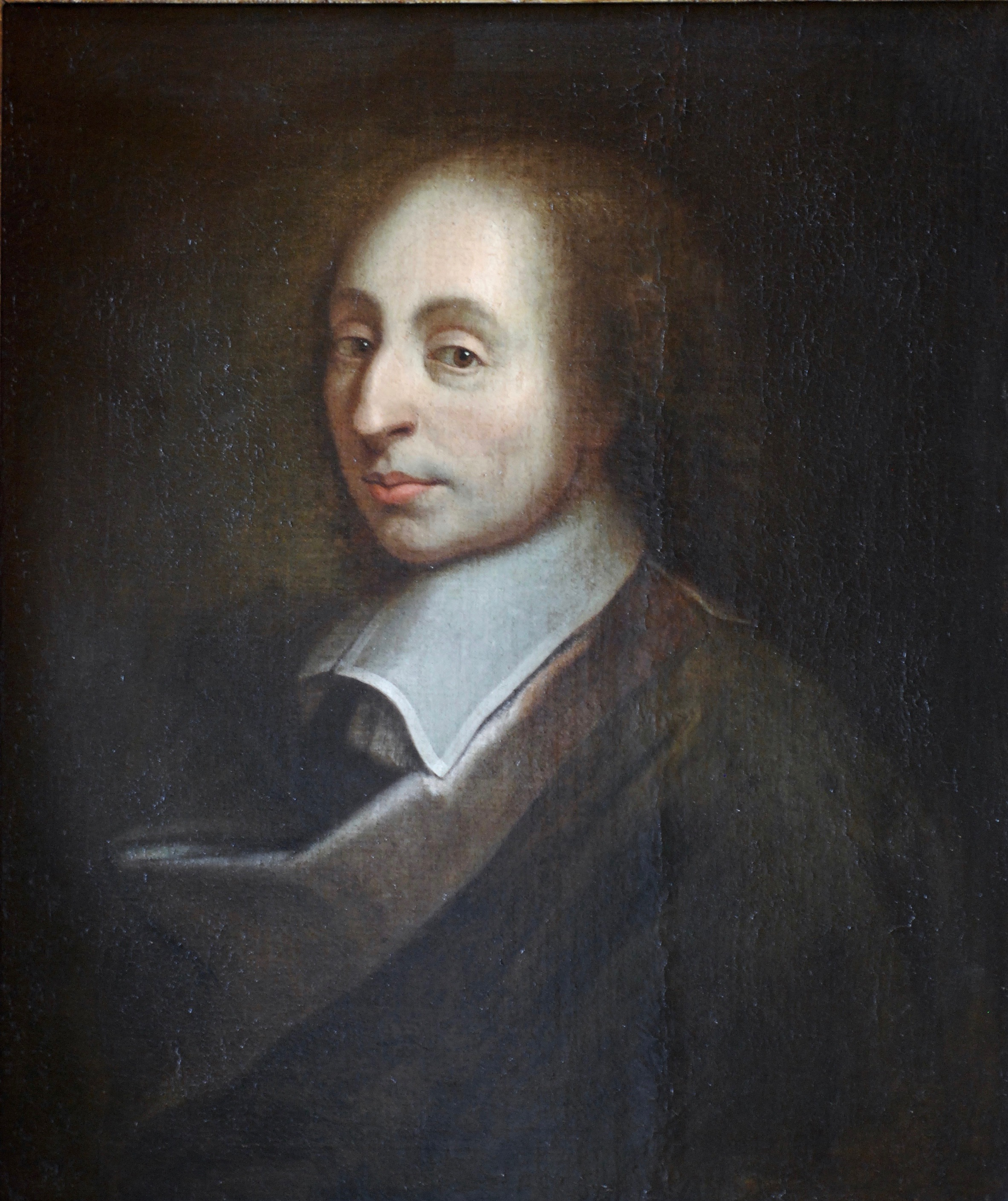
パスカル肖像画

1922年（大正11年）にドイツに留学した三木は、1924年（大正13年）8月にパリを訪れ、翌年の2月まで滞在する予定でフランス語を学んだり、ソルボンヌ大学の公開講義で哲学者レオン・ブランシュヴィックの講義を聴講したりした。下宿でエルネスト・ルナンやイポリット・テーヌを読み耽るような生活を送っていた。
三木はパスカル研究を
とあるように、1924年冬から開始し、1925年（大正14年）2月に、その第一論文『パスカルと生の存在論的解釋』を完成した。この論文は日本に送られ、同年5月、雑誌『思想』の第43号に掲載される。
また、第二論文『愛の情念に関する説―パスカル覚書―』は同年8月の第46号、第三論文『パスカルの方法』は同年11月の第49号、第五論文の『パスカルの「賭」』は同年12月の第50号に掲載された。第四論文『三つの秩序』はパリから送付はされたが『思想』には掲載されなかった。
当初は第七論文まで計画していたと思われるが、最終的には1925年10月に三木の帰国後に第六論文『宗教における生の解釋』を書き加えて、1926年6月『パスカルに於ける人間の研究』として岩波書店から出版された。出版に際し『パスカルと生の存在論的解釋』は『人間の分析』と表題が変更されている。また『パスカルの「賭」』についても『賭』、『パスカルの方法』についても『方法』へ表題が変更されている。

## 概要

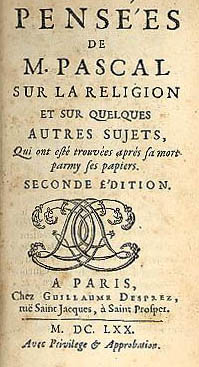
パンセ第2版表紙

三木はパスカルに関して6つの論文をまとめて単行本として出版しているが、単行本として出版された際に付けられた『序』において、第一論文から第三論文については「生」「死」「愛」を主題とするとともに、これらの三論文は相互に関連していると述べている。また、第四論文と第五論文でパスカルのパンセの思想を捉え直し、第六論文にてキリスト教への信仰という観点で考察を行っている。また、三木はハイデッガーに学んでいた間に「基礎経験 - 人間学 - イデオロギー」という概念を築いており、その概念を『パスカルに於ける人間の研究』の著述に暗示的であるが活用している。

### 人間の分析
この論文では、パスカルが『パンセ』の中で考察している人間の把握を整理し、ハイデガーに学んだ「日常的かつ具体的な生を分析する」存在論に基づいて、人間存在論として解釈をしている。
三木は、パスカルの人間存在論的な思索を、次の断章に見出している。
三木によれば、ここに示されているのは「中間者」としての人間観である。パスカルは人間を「常に途上にあり、不安定で、絶えず動的である」と捉えており、三木はこの捉え方をパスカルにおける存在論的概念と解釈している。
また、三木はこの存在論的概念規定について以下のように論じ、
これは自然とは、人が生きる場所であり、人が自然に対して感動と言った感情を持ちながら存在する場所であることが大前提であり、科学の対象研究としてのみ自然をとらえるのは正しい考えではないと言う視点にたっている。
パスカルがパンセの中で
と記述しており、これをもとに三木は人間にとっての自然とは「驚きと喜び」や「恐れや戦慄」と感覚が支配している場所であり、人間は自然に対して生まれながらの直感と感覚によって得た知識を使って自然に向き合っているとパスカルの思想を解釈している。このような解釈のもとで、はじめて人間は自然に対して科学による分析をする事が可能となる。
三木はパスカルの中間者という存在論的概念規定は「人間としてのパスカル」における自覚であり、「科学者としてのパスカル」による科学的な存在論的概念規定では無いと解釈している。三木はパスカルのいう中間者とは自然界における「無」と「全」との中間に存在するものであると捉えるのが特徴である。また、赤松常広は三木清がパスカルの「中間者」論に注目し、それを存在論の視点から読み解こうとしたことを指摘している。
三木は人間が中間者として存在しているということは、中庸な状態にあり安定した存在であるとは考えていない。むしろ逆に無限と虚無の間で不安定、不均衡にさまよう存在であると解釈している。
三木はハイデッカー的「生の哲学」な視点を援用して、パスカルが描く人間を「つねに生成の途上にある動的な存在」と捉え、そこにこそ人間存在の根本的な特質、すなわち「生の動性」があると考えた。
三木はこの「生の動性」をパスカルの人間理解を三つの「契機（moment）（＝根本的な側面・要素）」として整理している。第一の要素は「不安定性（inconstance）」、第二の要素は「慰戯（divertissement）」、第三の要素は「意識（pensée）」である。
三木は第一の要素の不安定性について快楽の点と認識の点から不安定であると指摘している。
つまり、快楽については人間は欲望は際限がなく絶えず新たな快楽を求めいるという意味で不安定であり、認識については人間の性質として完全な認識に到達することが出来ず常に不確実な存在であり、時間を考慮にいれると人間は絶えず途上にある存在であると三木は解釈している。三木は不安定性が人間の根本的状態であり、その原因は人間が「倦怠」嫌う存在であり「安静」に耐えることが出来ないと解釈している。
第二の要素の「慰戯」は第一の要素である「不安定性」を覆い隠し倦怠を紛らわす働きである「気晴らし」と解釈している。これは人間が自己について考えることから逃れようとする自己逃避であり不安定性を否定する要素であると考えている。「慰戯」とは、パスカルにとって、人間が自己の惨めさや有限性に直面することを避けるための逃避のあり方であり、根源的な真理から人間を遠ざける一種の機制とされている。例えば人間は、娯楽や仕事、社交といった活動に自らを没頭させることで、自らの不安や死の意識から目を逸らそうとすることである。パスカルはパンセの中で慰戯について以下のように述べている。
第三の要素である「意識」は「慰戯」による自己逃避を克服するため、「不安定性」→「慰戯」→「自己逃避の克服」→「不安定性」という負の連鎖を断ち切るための「生の自然の自覚」が必要であると論じ、パンセから以下の断章を引用している。
そして三木は「意識」とは「思惟（＝考えること）」であり、パスカルにおける人間理解を「中間者」という人間存在の根本的な在り方として読み解いており、その本質は「慰戯」による隠蔽を超えて自己の「不安定性」を直視する意識の在り方にあると捉えている。
しかし、人間は自覚的な思惟によって「不安定性」を脱するわけではなく思惟も動性の一つであると三木は考えている。自覚的な思惟は「問う」という行為によって始まる。人間は問題が生じるとその問題について「問う」という行為を行う。「問い」は答えを得るが、その答えには新たな「問い」が含まれており、問は問いを呼ぶという連鎖が発生する。人間のあり方とは世界と自己について問いつつ存在することであり、森羅万象すべてが確実に明らかになることがない以上、問いつつ存在するという人間のあり方には終わりが無いと解釈している。動性の第三要素である「意識」においても、人間は生きている限り運動している存在である。しかし、これは第一の要素である「不安定性」ではなく「不安」であると捉えており、人はこの不安から逃れるため「確実なもの」をもとめ、最終的には「神」を意識することとなると論じて第一論文を終わっている。
三木は「問う」ことについて『パスカルに於ける人間の研究』の出版後に哲學研究の第124号に『問の構造 : 解釋學的研究』また、第128号に『問の構造 (續)』発表している。第一論文が書かれた時点では不十分であったパスカルやハイデッカーについての理解が第六論文まで書き進めたことでが深まった結果に起因している。

### 賭
三木はパスカルが病弱であり39歳で夭折したため、パスカルは常に死の不安に脅かされていて、それが、彼の思想に反映したという表面的な見方を否定している。むしろ、死の問題は全ての人にとっての根本的な問題であり、中間者である人間の基本となる条件と捉えパスカルの死に関する思想について考察した。その考察のもと神の存在の有無についての『賭』の問題について解釈を進めている。
通常、人間は絶対に避けることができない死から目をそらして生きている。言い換えれば人間は自己逃避して生きている。しかし、死期が近づき死と対面したとき人間は生死に対する見方を変える。絶対的な現実である死に相対したとき生の輝きは色褪せ、かけがえのない人生と考えていた生が些細なものに感じられてしまう。これを三木は「生の可能化」と呼んでいる。
パンセによると
とあり、パスカルは「神が存在するか否かは理性だけでは決められない」として人生を「賭け」として捉える。つまり、神がいるかどうか分からないとしても信じるか信じないかを選ばなければならない。しかも、その選択が人間の運命を決定づけるとパスカルは考えた。
このパンセの思想を三木は単なる宗教的選択の問題ではなく、人間の存在そのものが「選び取ることによって可能性を現実にしていく営み」だと読み替えている。人間は現在の自己にとどまらず未来に向けて「何者かになる」可能性を持っている。その可能性は思考し選び決断することを通じて初めて開かれる。このため「生の可能化」とは生を既成のものとしてでなく可能性として開いていく営みを意味している。
第一論文『人間の分析』において自己逃避をしている「慰戯」から人間が自分の存在の根本的な状況を把握し、自覚的思惟（自己を問い続ける状態）について明確ではなかった。三木は第二論文の『賭』において、人間が「慰戯」の日々を送る中で死に直面し死に対する見方を変えた際に、人間は自覚的思惟の段階に進むと論じている。
しかし、人間は絶え間なく問い続ける存在であるので、死の存在を自覚したとしても、問い続けることになる。このため死は不安を呼び起こす原因となり、絶対的なものを求めようとすると三木は解釈している。

### 愛の情念に關する說
三木は第一論文で「生」、第二論文で「死」について考察した。第三論文の『愛の情念に關する說』では『パンセ』と『愛の情念に關する說』を比較しパスカルの「愛」に対する思想を論じている。この作品は1652年もしくは1653年頃の作と推定されている。この頃パスカルは社交人としてサロンに出入りしており、サロンでの交流の中でパスカルは恋愛をしたと考えられている。
そもそも『愛の情念に關する說』はパスカルの著作ではない可能性があることを三木は認識している。しかし敢えて若き日のパスカルの愛と、『パンセ』における愛の思想について対比することでパスカルの愛の思想をわかりやすくするために対比をしている。

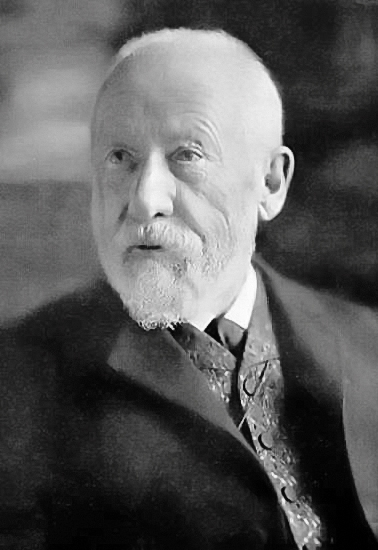
ディルタイ 1910年頃

三木は『愛の情念に關する說』における愛の思想を特別に重要視しているわけではなく、『パンセ』における愛の思想の解釈のために『愛の情念に關する說』を対比として使用している。三木によると『愛の情念に關する說』においての「愛」は「生」そのものの中に存在していると解釈しているが、『パンセ』に於いての「愛」は「生」を超越した存在と解釈している。
三木は『愛の情念に關する說』の愛に関する見解を以下のようにまとめている。
人間の生きてゆく中では理性や知性だけでなく本能や欲望といった情念が働いている。人間にとって、最も人間らしい情念は「愛」である。愛という情念と理性や知性に基づく思惟は、相反するものではなく不可分に結びついて働いている。愛の世界での思惟の働きは、炎が燃え広がるように素早い働きであること、一つのことに囚われそこから離れようとしない働き、広い心で相手を受け入れる働きがあるといった三点に特色づけることが出来としている。
次に三木は「個性」という概念を持ち込んで「愛」の特性の説明を試みている。三木の「個性」の概念は京都帝国大学在学中の1920年（大正九年）7月に『個性の問題』から始まっている。ドイツ留学中にハイデッガーの存在論や、生の哲学の代表者であるディルタイの解釈学の影響を受けて、大きく思想的転換を行っていた。しかし、『愛の情念に關する說』では再び「個性」という概念で「愛」の特性を説明しようと試みている。
また、三木は『愛の情念に關する說』と『パンセ』において「愛」は絶えず変化し、はかないものであるとする点では共通しているとしており、「愛」は「生の動性」に属するとしている。しかし、『愛の情念に關する說』では根本的に「生の動性」を肯定しており「愛」は人の心を充足させるものであり、自己の空虚を充たすのは他の人間によってであり、他の人間の空虚を充たすのは自己であり、このようにして生の幸福が得られると解釈している。
これに対して『パンセ』では「愛」は人間のあり方の真実を隠蔽する「慰戯」として捉えらている。三木は「慰戯」としての「愛」は外に向かって愛すべきものを求めている場合にのみ成立すると論じているが、赤松は『パンセ』のブランシュヴィック版断章番号100を論拠として人間が自己を愛するときにも成立すると論じている。
また、赤松は三木が我々は外部の誰かによって本当に愛されることは不可能であると要約していることについても、ブランシュヴィック版断章番号471と477を引用し、外部の誰かによって本当に愛されることは不可能であるという意味ではなく、私（我々）は愛される価値が無いから、外部の誰かが私を愛するように見えたとしても、それは真実でなく偽りであり、私が外部の誰かに対して私を愛するように働きかけることは正しいあり方ではないとパスカルは主張していると論じ、三木の要約を批判している。また、『パンセ』では他者への愛も自己への愛と同じものであり、自己は愛する価値がなく自己は忌み嫌われるものであるとされており、このような意味で愛したり愛されたり出来ないとパスカルは述べていると赤松は指摘している。
『パンセ』は人と人との「愛」だけを述べているのではなく、神への「愛」を説くことに主眼をおいており、三木はパスカルの神へのについて、神への「愛」は自己と他者との対立と、自己と他者との同一性という矛盾と止揚という愛の弁証法とでも言うべき論理形式に当てはめて考察している。この根拠をブランシュヴィック版断章番号485に求めている。
三木はこの断章は「外」と「内」の弁証法で理解しようとしている。つまり、愛する者は幸福を「外」に求めるが、「愛」は全てを自己（「内」）に関係させる動きであり、この二つの動きは人間の「愛」では矛盾する動きとなるが、神への「愛」では統一されると論じている。三木は弁証法的解釈とともに、人間における「愛」は自然発生的な存在と考え、それを起点として考察している。人間の内にある困難や矛盾を超克するために、神の存在を持ち出しキリストへの信仰を説くというパスカルの手法を踏襲している。
しかし、「愛」の構造を弁証法的論理で説明することで、自己と他者を相対化することになってしまい、パスカルが『パンセ』の中で論じていた神の愛における絶対の他者との関係については触れられることがなかった。

### 三つの秩序
三木は『人間の分析』、『賭』、『愛の情念に關する說』でパスカルの「生」、「死」、「愛」について考察したが『三つの秩序』ではパスカルの思想全体を見直している。
パスカルによると人間の「生」はいくつかの次元があると考えており、その次元を「秩序（ordre）」と呼んでいる。

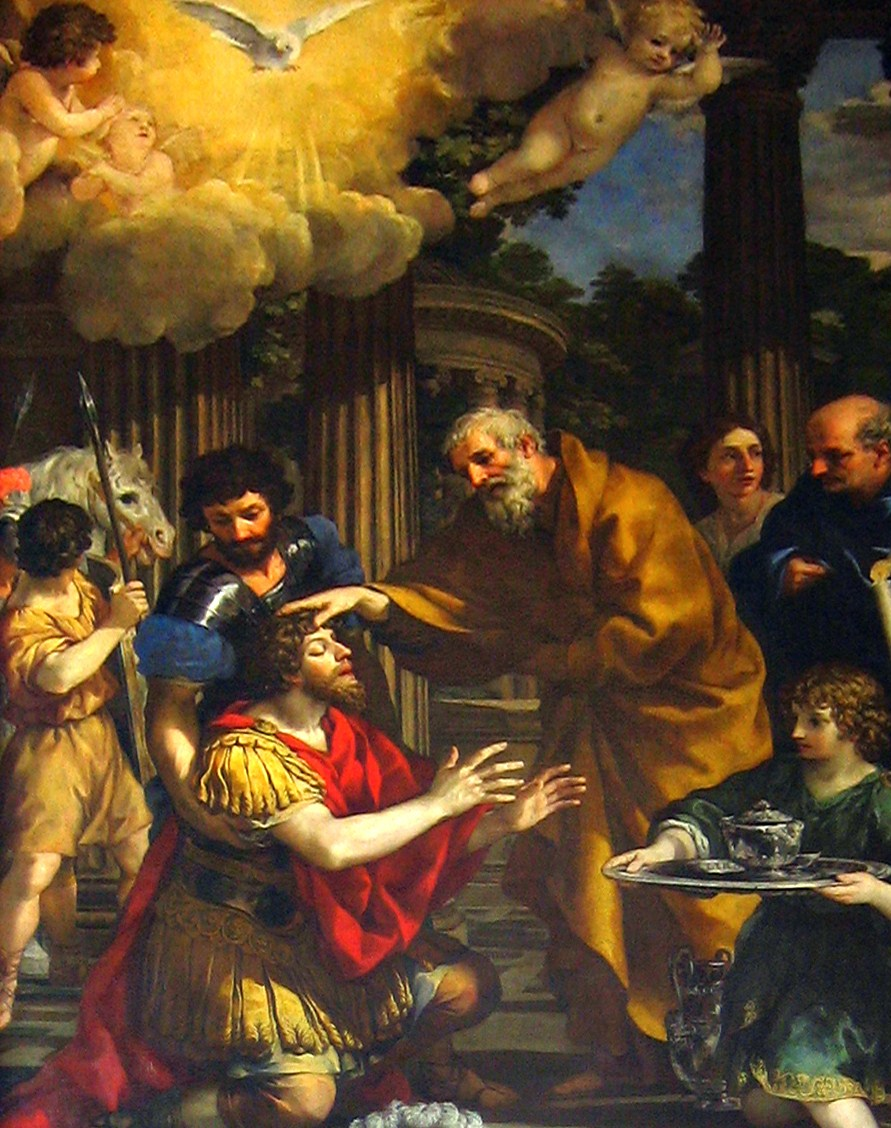
パウロの回心

パスカルが考える三つの秩序とは「身体（corps）の秩序」、「精神（esprit）の秩序」、「愛（charité）の秩序」であり、「愛の秩序」は人間の情念的な「愛」のことではなく、神の「愛」を指す。三木は神の「愛」を「慈悲」と表現している。「身体の秩序」とは人間は感性的に生きる存在であり、欲望を追求し情念に従っている状態を指す。「精神の秩序」とは人間が理性を働かせて、理性的なものを対象として生きている状態を指す。「愛の秩序」とは神を求め神のもとで神に仕えて生きることをさす。パウロやアウグスティヌスといった聖者を指すが、すべての人間が目指すべき秩序であり、すべての人間において可能な生き方であるとパスカルは考えている。

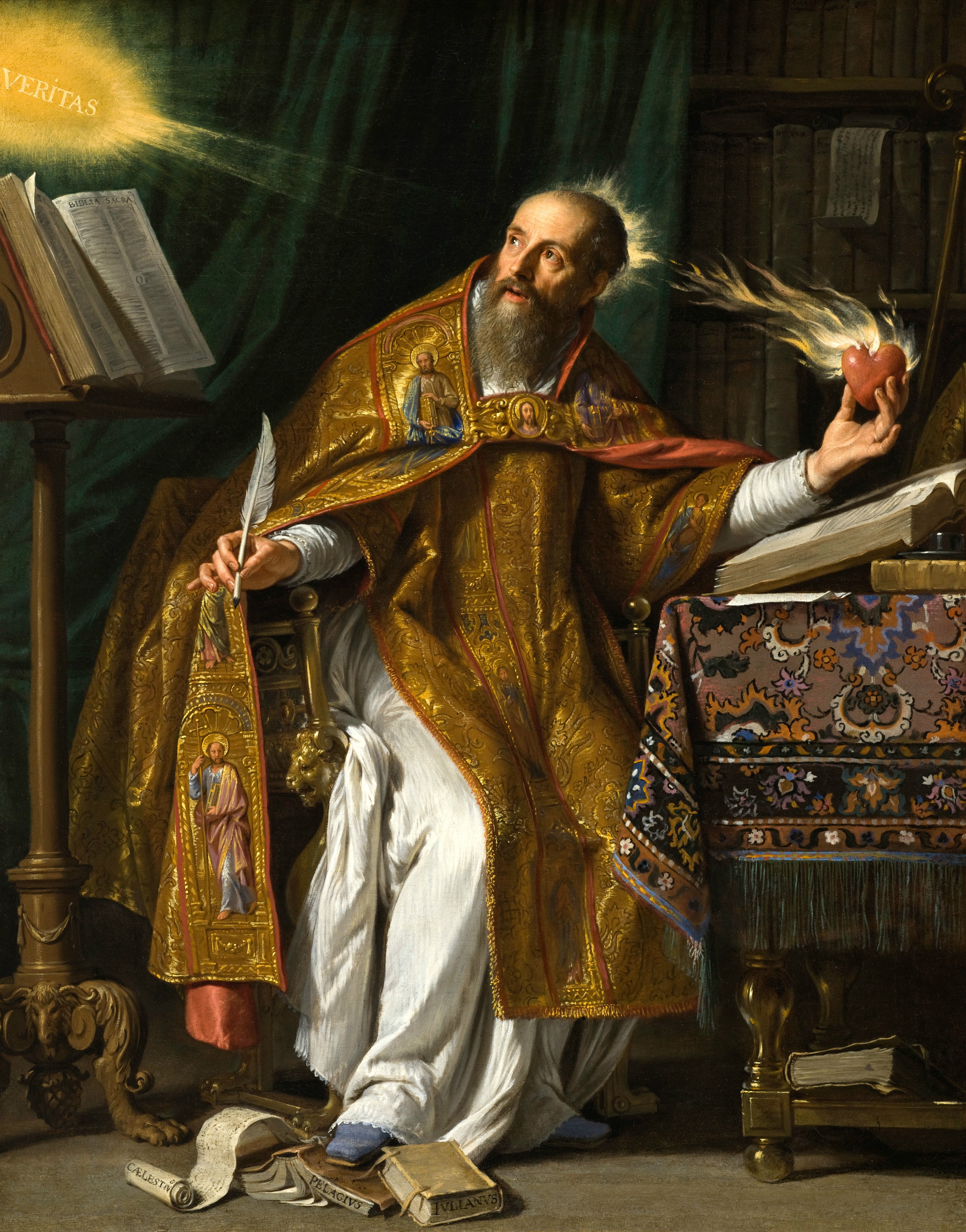
アウグスティヌス

パスカルによると人間は通常「身体の秩序」の世界で生きている。「精神の秩序」を実現するには自己のあり方を自覚する必要がある。自覚するためには理性を働かせる必要がある。もちろん「身体の秩序」の世界においても一定の理性は働いているが、「精神の秩序」の世界に入るには理性や精神を一層働かせて、自己の内に向かって理性と精神を働かせるだけでなく、自己の外の世界についても精神を働かせ、外の世界を理性的に認識し理性に基いて行動する必要があるとしている。
しかし、「身体の秩序」や「精神の秩序」は自分中心の生き方であり「愛の秩序」では自分中心ではなく「神」中心の生き方になるため、大きな質的転換が必要であり、人間は生き方を変化させながら「身体の秩序」、「精神の秩序」、「愛の秩序」へと段階的に高める必要があるとパスカルは論じている。
三木はパスカルの三つの秩序に関する考えをハイデッガーやディルタイの思考方式を使って解釈している。まず、三つの秩序は生の存在の仕方の区別であり、各々の秩序において人間はその秩序ごとに固有なアプローチで存在を理解・解釈しながら存在するとしている。パスカルに於ける三つの秩序は苦闘の人生経験を集約したものであるが、三木は解釈学的存在論として理論化を試みている。第一論文の『人間の分析』の中でパスカルが人間を把握するために使った「中間者」という概念を用いて三つの秩序における人間の「生」の動きを分析している。「身体の秩序」、「精神の秩序」、「愛の秩序」の各々で人間は無限大と無限小の間を運動する「中間者」として運動しているとしている。そして、各々の秩序間は非連続であり、その秩序を移動するためには人間は飛躍が必要であると論じている。

### 方法
第五論文『方法』において三木清は、パスカルの思索全体を『方法』という観点から再解釈しようと試みている。三木は、パスカルの「方法」を単なる思考技術ではなく、人間存在の根底にある三つの秩序である「身体の秩序」、「精神の秩序」、「愛の秩序」を生きる生の在り方として捉えている。
三木は、第一の秩序である「身体の秩序」を生きる方法、存在の仕方は、情念の追求と充足であると論じている。第二の「精神の秩序」を生きる方法は精神と理性を働かせて生きることであるが、パスカルによると精神には幾何学的な精神と繊細の精神があり、幾何学的な精神とは論理的思考によって課題を解明解決していく手法に従う精神を指す。この手法による精神では、数学以外の分野での課題解決には限界がある。特に、物事の根本概念である人間存在といった直観でしか把握できないものについてはこの手法は使えない。
繊細の精神は論理的でないと一概には言えないが、人間の内外の働きの中で直観によって人間の関する様々な事柄を解釈し分類し解決していく手法である。つまり、直観に依ることで人間が内に隠しているものも把握し現実を判断し課題解決をしていく働きである。
「身体の秩序」から「精神の秩序」への転換は、情念のままに慰戯の世界に生きている人間が、自らが慰戯の世界で情念のままに暮らしていることに気づいた時に起こると考えられる。慰戯の状態とは人間の本来あるべき姿を見ようとしない自己逃避行動の結果であると論じている。
第三の秩序である「愛の秩序」では人間は心情（coeur）によって生きるとされている。心情は「精神の秩序」における繊細の精神と同じように直観の働きであるが、理性ではなく神の愛（慈悲）によって課題を解決していくところに違いがある。三木はこのことを
と存在論的に表現している。
自己肯定的な「身体の秩序」における情念の働きや「精神の秩序」おける理性の働きに対して、「愛の秩序」において自己は他者である神に向かって開かれており神による働きかけがある。このような関係が愛であり、この関係の中で全ては完結する。これが三木の言う心情に生きるということである。
「精神の秩序」から「愛の秩序」への転換について三木は
とあるように人間の存在には矛盾がはらんでいることを明らかにしている。この矛盾を弁証法的に止揚するものとして「愛の秩序」を位置づけている。

### 宗教における生の解釋
『宗教における生の解釋』は三木がヨーロッパ留学後に書かれた論文で、第一から第五までの論文を前提に、それらを集約するものとして書かれている。五つの論文の中で三木はパスカルの人間把握の仕方について、様々な角度から存在論や解釈学的な手法で論証してきた。
パスカルによれば人間の生はこの世において完結しない。

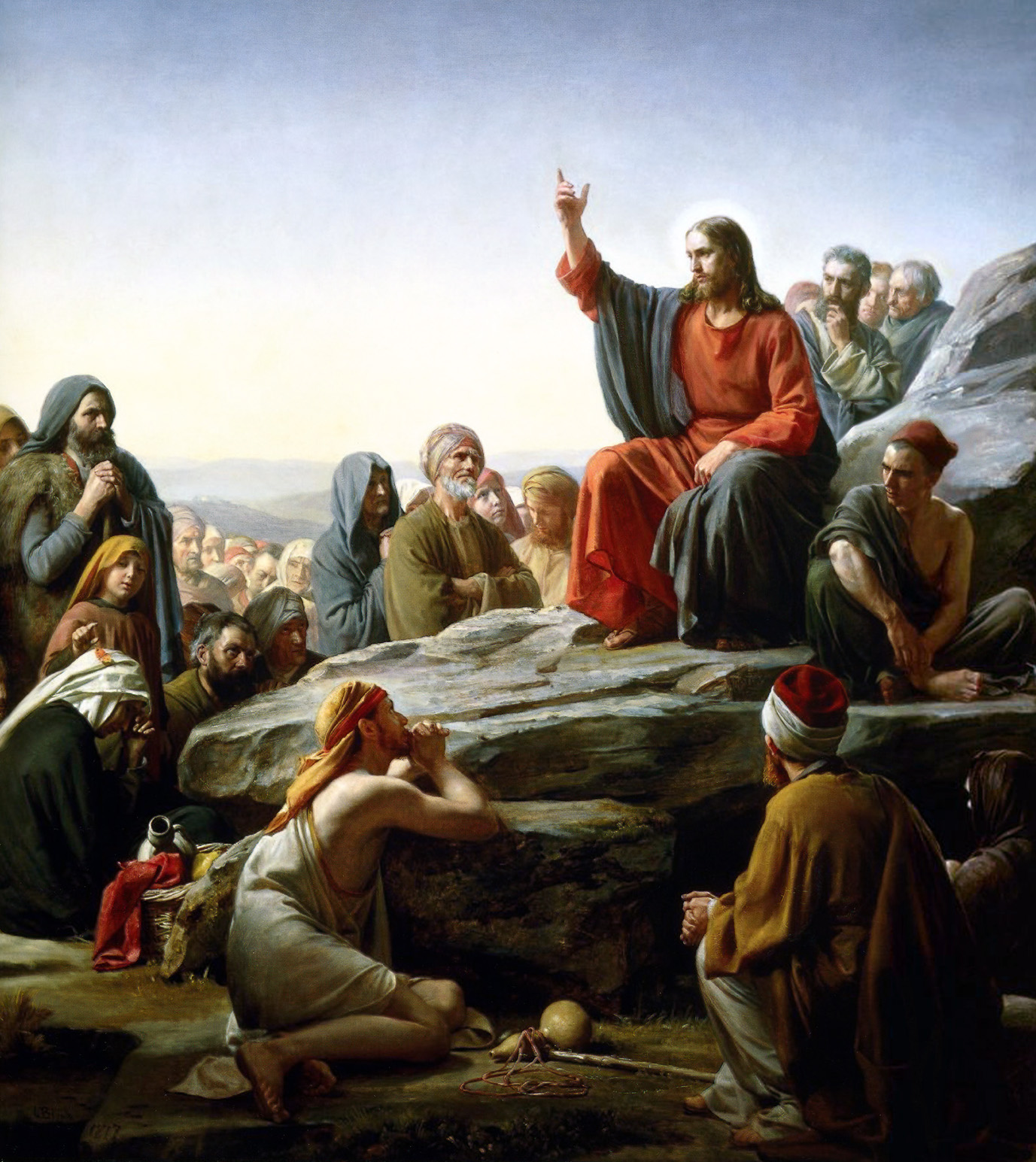
山上の垂訓

この世を超える超自然的な「生」をパスカルは指向している。しかしそれは仏教における彼岸ではなく、内在的でありながら超越的「生」であり、宗教（キリスト教）的な「生」を指向していると言える。パスカルの言葉は世俗的なことを語っていても、それらは全てキリスト教信仰を暗示しており、パスカルを語る以上宗教論に到達せざるを得ない。
三木は『宗教における生の解釋』で「原罪」や「キリスト」といったパスカルの宗教思想上の重要な主題を取り上げているが、どの主題においても人間の自然的な「生」を分析し、その分析を超越するものとして宗教的真理や宗教的事実を指摘するという形式を採用している。三木はパスカルの言う「精神の秩序」における人間を偉大と悲惨の矛盾の中に生きるものと定義している。この矛盾は人間存在それ自体の構造に根ざしていると論じている。この矛盾の理由を宗教的に追求した結果、矛盾の根源には「原罪」があり「キリスト」がこの矛盾を総合・統一するものであると三木は示している。パスカルの思想は人間の研究だけでは完結することはなく宗教に到達して初めて完結することを第六論文の『宗教における生の解釋』で初めて論じている。

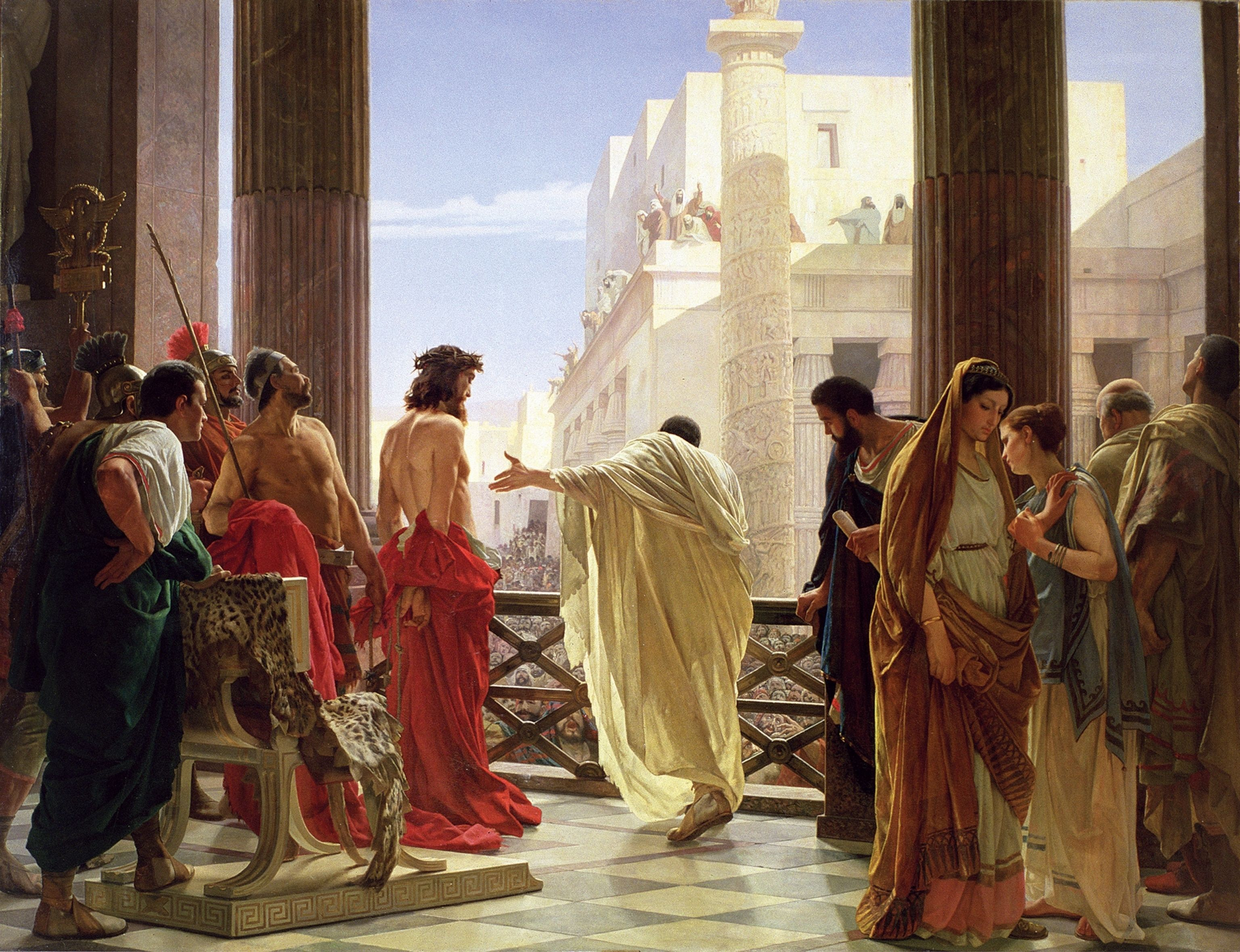
この人を見よ

三木は原罪について考察している。「人間は幸福に対して無限の欲望」があるが「人間は幸福を実現するにはあまりにも無力である」という矛盾（『パンセ』ブランシュヴィック版 断章番号425 参照）は、神のもとにあった原初の人間の存在が原初状態から堕落したことに起因していると考察している。人間が無限に渇望するのは無限の存在である神のもとにあったからであり、人間が神のもとから離れたため無限の渇望が充足されなくなったとしている。宗教的事実としての原罪は理性によって理解することは困難な神秘である。しかし、原罪を前提としない限り人間の矛盾を説明することは不可能である。人間の現実にある矛盾を理性的に説明するには暫定的に原罪を根拠にする必要がある。しかし、理性にとって原罪は事実とすることは不可能である。原罪を事実とすることが可能なのは宗教しかない。三木はパスカルの思想をこのように解釈している。
三木は原罪について第六論文ではじめて彼の思想のうちに取り込んでいるが、当初から原罪を意識していたなら、第一論文から第五論文までの内容は相当に異なったものになっていたであろうと赤松は指摘している。パスカルは自然を超越した事実が根本にあるという前提のもとで人間の「生」を理解し、超越的な事実の中での人間「生」を解釈している。三木はパスカルの思想とは異なり、超越した事実を帰着する場所と捉えているが、前提とはしていない。
三木にとっての哲学はあくまでも理性による存在の追求である。パスカルの三つの秩序は人間存在の秩序であると三木は解釈しており、情念（「身体の秩序」に該当）、理性（「精神の秩序」に該当）、心情（「愛の秩序」該当）は各々の秩序の中で人間が自らを理解する方法であるとしている。三木は、人間はそれぞれの秩序の中で存在を理解して存在するとしており、解釈学的存在論的な考察を行っている。また三木は、人間の存在を理性によって追求していく限り、理性を超越した現実については、理性を超越した事象があると解釈はできるが、超越した事象の内容については理解不能であり、理性による存在の追求である哲学の限界と論じている。『パスカルに於ける人間の研究』にまとめられた六つの論文において三木の宗教を含めたパスカルについての理解は、段階を追うように深まっていく。しかし、理性による哲学的アプローチを行っているため、「原罪」といった宗教的事実を前提のもとで人間の現実を説明できない。
哲学では原罪や神の救済がもつ宗教的な意味や、天地創造や最後の審判といった歴史に対する意識は、三木の哲学の中ではカッコに入れられることになる。三木はパスカルの宗教論を理性による存在の追求という哲学で解釈しようとした。
パスカルの思想の核心には他者の問題があり、神という絶対的な他者との関係を考え続けその関係の中を生き続けた。しかし、三木の他者に対する思索はパスカルのような深い思索ではない。三木は学生時代から個性の問題に関心があり、個人の活動が全体として人類の文化をいかにして形成していくのかという問題を追求していた。しかし、個人と個人の相互関係や共同体と個人といった考えるという視点がない。個人の個性は問題にしているが、その前提が人間を全て同等の人格と考えるヒューマニズムの考えがあるため、自己と切り離された他者は三木の中であまり問題になっていなかった。

## ハイデッガーの影響

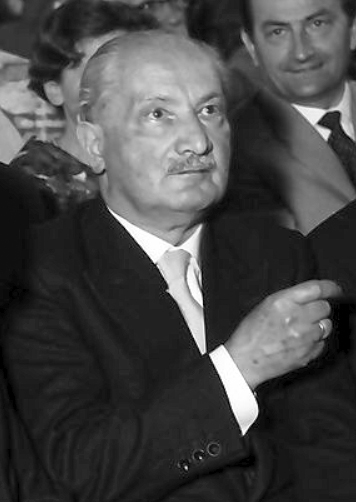
ハイデッガー
ヘーベル賞授賞式典 (1960年)

すでに、三木がハイデッガーに学んでいた間に「基礎経験 - 人間学 - イデオロギー」という概念を考え出し、その概念を『パスカルに於ける人間の研究』の著述に暗示的であるが活用していると考察した。
『パスカルに於ける人間の研究』では「実存」という言葉は使っていないが、このパスカル研究は実存主義的な観点からのパスカル解釈であり、この解釈を通じて三木の実存主義思想を論じていると言える。
また三木自身も
と書いている。

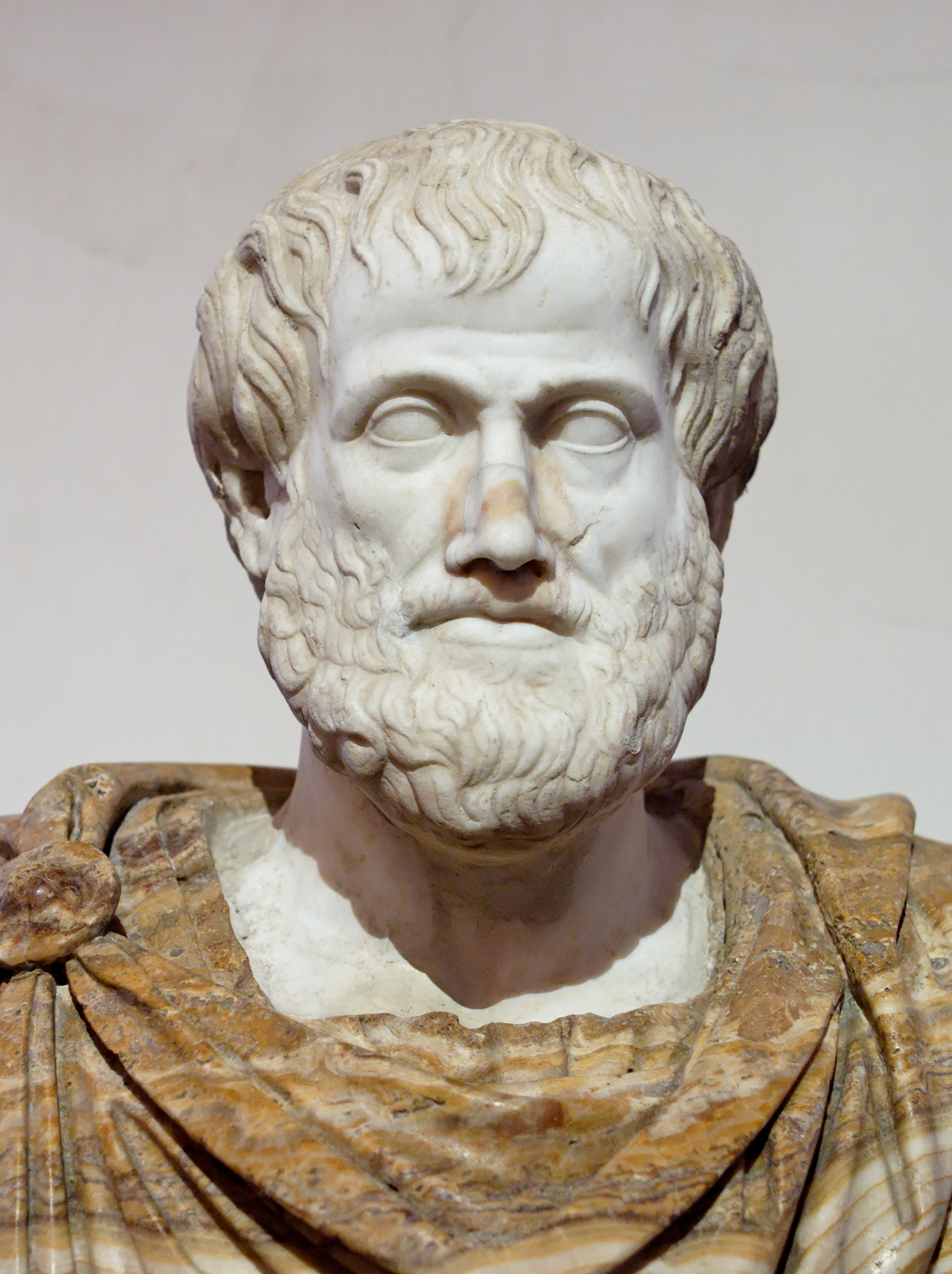
アリストテレス

三木はマールブルグ大学留学中（1923年 - 1924年）にハイデッガーからアリストテレス解釈を学んだり、解釈学的現象学の手法を学んだ。当時ハイデッガーは『存在と時間』を準備中であった。パスカルとハイデッガーの『存在と時間』には直接の関係はないが、三木は『パスカルに於ける人間の研究』の『序』においてハイデッガーが提唱した「基礎経験 独: Grunderfahrung」という概念を導入しておりハイデッガーの影響を受けていると考えられる。
赤松常広によると、パスカルの思想には「隠れた神」という絶対的な他者との関係というものがあるが、三木は他者の関係について関心を持っていない。ドイツ留学中に学んだハイデッガーの存在論やディルタイの解釈学においても他者との関係という課題は問題になっていない。特にハイデッガーは「共存在」が人間のあり方として認められるが、これは人間の本来的なあり方ではない。また、ハイデッガーは愛を考察の主題にしていない。このため、三木がハイデッガーの手法を借りてパスカルを論じるのは無理があると述べている。

## 評価
赤松常広によると、三木はパスカル研究の中で三つの秩序について考察したが、パスカル研究以降に精力的に研究し多数の論文を発表した。カール・マルクスの唯物史観において「基礎経験・アントロポギー・イデオロギーという三層構造で説明しようとしている。これはパスカルの研究で行った三つの秩序による研究方式との類似性を読み取ることが出来る。赤松は三木がパスカル研究を行った中でパスカルに影響を受け三木自身の哲学の中に三つの秩序的考察方法を取り込んだ結果であると分析している。
大峯顯は本著作について以下のように評価している。
唐木順三は本著作について以下のように評価している。
久野収は筑摩書房発刊の『現代日本思想大系 33巻 三木清』の解説の前半部分で本著作について以下のように評価している。
永野基綱は本著作について以下のように評価している。